# Happy Valley-Goose Bay
Happy Valley-Goose Bay (idioma inuit: Vâli) es una ciudad de la provincia de Terranova y Labrador, Canadá.
Se encuentra en la parte central de Labrador en la costa del Lago Melville y el río Churchill, Happy Valley-Goose Bay es el centro de población más grande de aquella región, con una estimación de 8 109 habitantes en 2016. Tras su incorporación en 1973, comprende la ciudad anteriormente llamada Happy Valley y el distrito de Goose Bay. Construido en una altiplanicie arenosa grande en 1941, la ciudad alberga la mayor base militar de la Norteamérica nororiental, la Base de FF. AA. de Canadá de Goose Bay, de 3 367 metros (11 046 pies).

## Historia

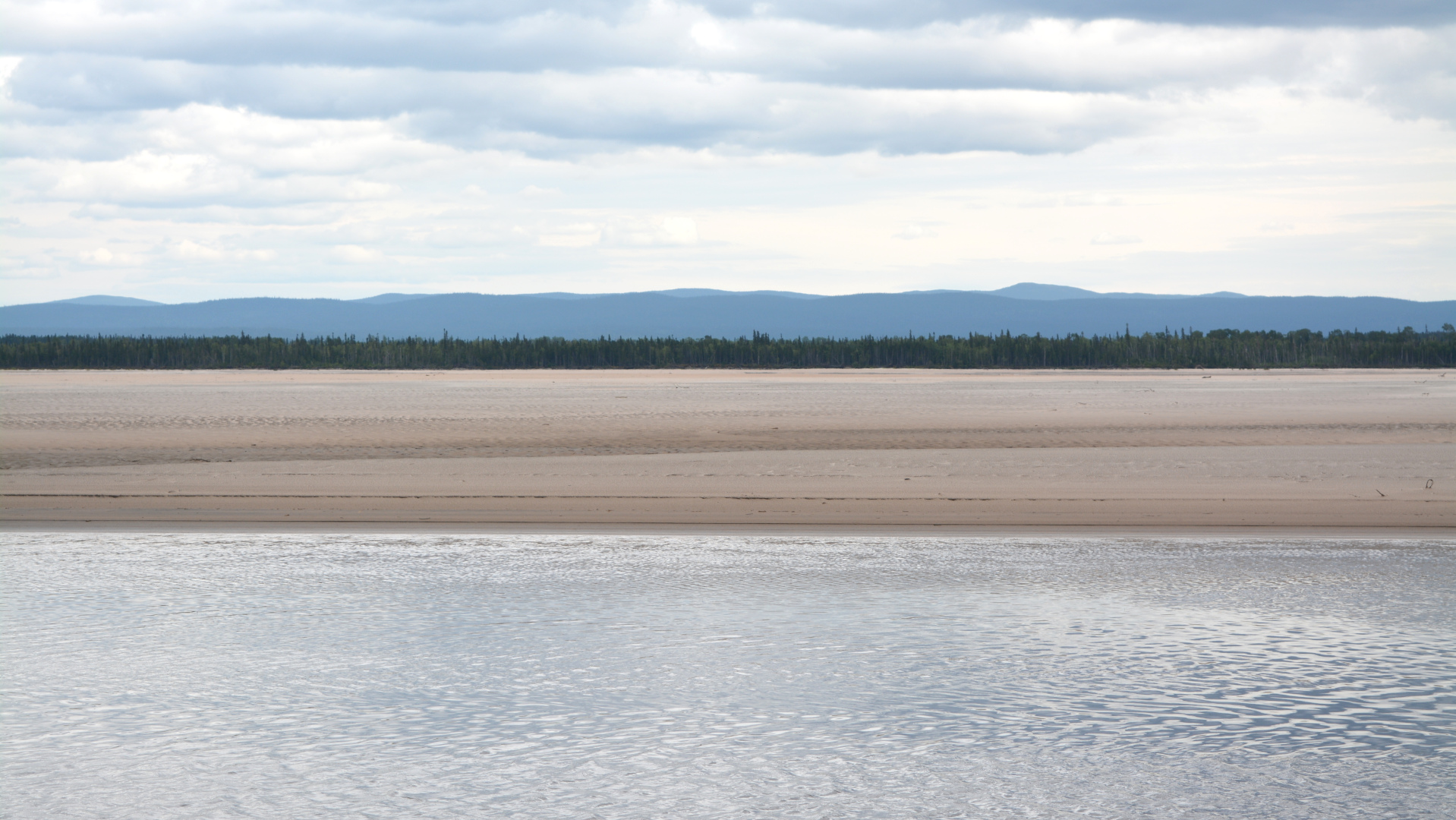
El río Churchill junto a Happy Valley-Goose Bay.

En verano de 1941, Eric Fry, un empleado del departamento canadiense de minas y recursos de la Real Fuerza Aérea Canadiense, seleccionó una meseta arenosa junto al río para construir la base aérea. Con instalaciones para transporte de bienes y personal.
La primera escuela de Happy Valley funcionó por la Señora Perrault en su casa hasta que en 1946, cuándo la Real Fuerza Aérea Canadiense les asignó un edificio. La antigua escuela quedó como propiedad de Bella y Clarence Brown en 1962 y se convirtió en una residencia familiar. En 1949, la Fuerza Aérea le cedió un segundo edificio que se estaba construyendo, que sería North Star School. La Señora Perrault también fue la primera bibliotecaria de Happy-Valley. Bella Brown fue bibliotecaria del segundo edificio escolar en North Star School.

## Geografía
Happy Valley-Goose Bay se extiende hasta el fin del suroeste del lago Melville, junto a la embocadura del río Churchill. La ciudad está localizada a orillas del sur de una península rodeada por Terrington Basin al norte y Goose Bay al sur.

### Clima
Happy Valley-Goose Bay tiene un clima continental templado (Köppen Dfb) en su frontera con un clima subpolar (Köppen Dfc), marcado por nevadas significativas en invierno, con una media de temperaturas altas de −12 °C (10,4 °F). Las temperaturas altas en verano, por otro lado, tienen medias de 20 °C (68,0 °F). Las nevadas suelen tener una media de casi 460 centímetros y suceden durante todos los meses, a excepción de julio y agosto.
| Parámetros climáticos promedio de Happy Valley-Goose Bay (1981−2010) | Parámetros climáticos promedio de Happy Valley-Goose Bay (1981−2010) | Parámetros climáticos promedio de Happy Valley-Goose Bay (1981−2010) | Parámetros climáticos promedio de Happy Valley-Goose Bay (1981−2010) | Parámetros climáticos promedio de Happy Valley-Goose Bay (1981−2010) | Parámetros climáticos promedio de Happy Valley-Goose Bay (1981−2010) | Parámetros climáticos promedio de Happy Valley-Goose Bay (1981−2010) | Parámetros climáticos promedio de Happy Valley-Goose Bay (1981−2010) | Parámetros climáticos promedio de Happy Valley-Goose Bay (1981−2010) | Parámetros climáticos promedio de Happy Valley-Goose Bay (1981−2010) | Parámetros climáticos promedio de Happy Valley-Goose Bay (1981−2010) | Parámetros climáticos promedio de Happy Valley-Goose Bay (1981−2010) | Parámetros climáticos promedio de Happy Valley-Goose Bay (1981−2010) | Parámetros climáticos promedio de Happy Valley-Goose Bay (1981−2010) |
| Mes                                                                  | Ene.                                                                 | Feb.                                                                 | Mar.                                                                 | Abr.                                                                 | May.                                                                 | Jun.                                                                 | Jul.                                                                 | Ago.                                                                 | Sep.                                                                 | Oct.                                                                 | Nov.                                                                 | Dic.                                                                 | Anual                                                                |
| -------------------------------------------------------------------- | -------------------------------------------------------------------- | -------------------------------------------------------------------- | -------------------------------------------------------------------- | -------------------------------------------------------------------- | -------------------------------------------------------------------- | -------------------------------------------------------------------- | -------------------------------------------------------------------- | -------------------------------------------------------------------- | -------------------------------------------------------------------- | -------------------------------------------------------------------- | -------------------------------------------------------------------- | -------------------------------------------------------------------- | -------------------------------------------------------------------- |
| Temp. máx. abs. (°C)                                                 | 11.2                                                                 | 10.6                                                                 | 16.4                                                                 | 21.2                                                                 | 32.1                                                                 | 36.2                                                                 | 37.8                                                                 | 35.3                                                                 | 33.6                                                                 | 22.8                                                                 | 17.4                                                                 | 11.7                                                                 | 37.8                                                                 |
| Temp. máx. media (°C)                                                | -12.7                                                                | -10.1                                                                | -3.6                                                                 | 3.9                                                                  | 11.0                                                                 | 17.1                                                                 | 20.9                                                                 | 20.4                                                                 | 14.9                                                                 | 7.0                                                                  | -0.3                                                                 | -8.2                                                                 | 5.0                                                                  |
| Temp. media (°C)                                                     | -17.6                                                                | -15.7                                                                | -9.5                                                                 | -1.1                                                                 | 5.6                                                                  | 11.4                                                                 | 15.5                                                                 | 15.1                                                                 | 10.0                                                                 | 3.2                                                                  | -4.0                                                                 | -12.5                                                                | 0.0                                                                  |
| Temp. mín. media (°C)                                                | -22.5                                                                | -21.3                                                                | -15.4                                                                | -6.1                                                                 | 0.0                                                                  | 5.6                                                                  | 10.0                                                                 | 9.7                                                                  | 5.1                                                                  | -0.6                                                                 | -7.6                                                                 | -16.8                                                                | -5.0                                                                 |
| Temp. mín. abs. (°C)                                                 | -38.9                                                                | -39.4                                                                | -35.6                                                                | -29.7                                                                | -15.0                                                                | -4.2                                                                 | 0.1                                                                  | 0.0                                                                  | -6.7                                                                 | -17.0                                                                | -26.1                                                                | -36.7                                                                | -39.4                                                                |
| Precipitación total (mm)                                             | 64.6                                                                 | 56.8                                                                 | 65.3                                                                 | 63.6                                                                 | 69.3                                                                 | 91.4                                                                 | 121.3                                                                | 99.3                                                                 | 91.0                                                                 | 81.2                                                                 | 72.2                                                                 | 64.4                                                                 | 940.4                                                                |
| Lluvias (mm)                                                         | 1.5                                                                  | 4.3                                                                  | 5.1                                                                  | 20.6                                                                 | 51.0                                                                 | 90.0                                                                 | 121.3                                                                | 99.3                                                                 | 90.6                                                                 | 63.3                                                                 | 22.7                                                                 | 6.6                                                                  | 576.3                                                                |
| Nevadas (cm)                                                         | 78.6                                                                 | 63.2                                                                 | 71.8                                                                 | 48.3                                                                 | 19.1                                                                 | 1.4                                                                  | 0.0                                                                  | 0.0                                                                  | 0.3                                                                  | 19.3                                                                 | 55.6                                                                 | 70.6                                                                 | 428.3                                                                |
| Días de precipitaciones (≥ 0.2 mm)                                   | 15.9                                                                 | 12.7                                                                 | 14.0                                                                 | 13.0                                                                 | 14.9                                                                 | 17.2                                                                 | 19.0                                                                 | 17.6                                                                 | 17.1                                                                 | 16.3                                                                 | 14.4                                                                 | 15.6                                                                 | 187.8                                                                |
| Días de lluvias (≥ 0.2 mm)                                           | 1.4                                                                  | 1.8                                                                  | 2.3                                                                  | 5.8                                                                  | 12.5                                                                 | 17.1                                                                 | 19.0                                                                 | 17.6                                                                 | 17.1                                                                 | 13.5                                                                 | 6.0                                                                  | 2.5                                                                  | 116.6                                                                |
| Días de nevadas (≥ 0.2 cm)                                           | 16.1                                                                 | 12.6                                                                 | 13.2                                                                 | 9.8                                                                  | 4.9                                                                  | 1.0                                                                  | 0.03                                                                 | 0.0                                                                  | 0.33                                                                 | 5.3                                                                  | 11.1                                                                 | 15.2                                                                 | 89.7                                                                 |
| Horas de sol                                                         | 96.9                                                                 | 130.2                                                                | 139.1                                                                | 162.4                                                                | 190.0                                                                | 175.0                                                                | 196.6                                                                | 193.9                                                                | 121.9                                                                | 90.4                                                                 | 75.8                                                                 | 72.5                                                                 | 1644.7                                                               |
| Fuente: Environment Canada                                           |                                                                      |                                                                      |                                                                      |                                                                      |                                                                      |                                                                      |                                                                      |                                                                      |                                                                      |                                                                      |                                                                      |                                                                      |                                                                      |

## Base aérea canadiense
La base aérea de las Reales Fuerzas Aéreas Canadienses sufrieron una reducción de vuelos de entrenamiento a bajo nivel táctico de la OTAN en la década de 1996 a 2005, y la ciudad afrontó un futuro incierto por la reducción del número de personal permanente de la Real Fuerza Aérea Canadiense por parte del gobierno de la zona a 100 efectivos. Las últimas naciones de la OTAN en usar la base aérea de Goose Bay para vuelos de entrenamiento, Alemania e Italia, no renovaron sus arrendamientos tras rescindir a principios de 2006.

## Demografía
| Censo canadiense de 2016           | Censo canadiense de 2016           | Población | % de población total |
| ---------------------------------- | ---------------------------------- | --------- | -------------------- |
| Minoría visible:                   | Asia del Sur                       | 85        | 1,1 %                |
| Minoría visible:                   | Chino                              | 20        | 0,3 %                |
| Minoría visible:                   | Negro                              | 25        | 0,3 %                |
| Minoría visible:                   | Filipino                           | 145       | 1,8 %                |
| Minoría visible:                   | Latinoamericano                    | 20        | 0,3 %                |
| Minoría visible:                   | Coreano                            | 10        | 0,1 %                |
| Minoría visible:                   | Japonés                            | 10        | 0,1 %                |
| Minoría visible:                   | Otra minoría visible               | 10        | 0,1 %                |
| Minoría visible:                   | Minoría visible mixta              | 25        | 0,3 %                |
| Población de minoría visible total | Población de minoría visible total | 325       | 4.1%                 |
| Aborigen:                          | Primeras Naciones                  | 190       | 2,4 %                |
| Aborigen:                          | Métis                              | 1 515     | 19,2 %               |
| Aborigen:                          | Inuit                              | 1 865     | 23,7 %               |
| Población aborigen total           | Población aborigen total           | 3 565     | 45.2%                |
| Blancos                            | Blancos                            | 3 990     | 50,6 %               |
| Población total                    | Población total                    | 8 109     | 100%                 |

## Transporte

### Carretera
Happy Valley y Goose Bay están conectados por la autovía de Labrador, que conecta a su vez con Labrador City y Baie-Comeau en Quebec. La carretera se extiende hasta el sur donde conecta con una carretera de al ferry Blanc-Sablon, Quebec, la cual se inauguró en diciembre de 2009.

### Marítimo
La ciudad es accesible en barco para las entregas a Terranova y el puerto de Montreal. La mayoría de suministros de la ciudad se transportan en barco de contenedores a las instalaciones de los muelles ubicados en Terrington Basin. La estación de solía estar en funcionamiento de junio a diciembre. En el verano, un servicio de transbordador conectaba Happy Valley-Goose Bay con Cartwright.

### Aéreo
Air Canada y Eastern Provincial Airways fueron los primeros transportistas aéreos de la zona en llevar pasajeros al exterior de la base aérea canadiense. Air Labrador daba cobertura a las comunidades locales. En Otter Creek se encuentra una base de hidroaviones que también proporcionó puentes aéreos a comunidades locales y logias turísticas en el interior de Labrador.